# ベダクリジン
ベダクリジン(Vedaclidine)は、ムスカリン性アセチルコリン受容体のアゴニスト及びアンタゴニストとして作用する鎮痛剤である。M1型及びM4型の強力な選択的アゴニスト、M2型、M3型、M5型のアンタゴニストとなる。モルヒネの3倍以上強力な経口鎮痛剤であり、流涎や震え等の副作用は、有効量の何倍も服用した時にしか生じない。ヒトの臨床試験では、依存性はほとんど見られず、神経因性疼痛や癌性疼痛の緩和のための医療現場での利用に向けた研究が続いている。